# SN 2011da
SN 2011da – supernowa typu II-P odkryta 4 maja 2011 roku w galaktyce A122227+3749. W momencie odkrycia miała maksymalną jasność 19,20m.